# Ernst Hallberg
Ernst Johan Emanuel Hallberg (5 de enero de 1894-28 de abril de 1944) fue un jinete sueco que compitió en la modalidad de salto ecuestre. Participó en dos Juegos Olímpicos de Verano en los años 1928 y 1932, obteniendo una medalla de bronce en Ámsterdam 1928 en la prueba por equipos.

## Palmarés internacional
| Juegos Olímpicos | Juegos Olímpicos         | Juegos Olímpicos  | Juegos Olímpicos |
| Año              | Lugar                    | Medalla           | Categoría        |
| ---------------- | ------------------------ | ----------------- | ---------------- |
| 1928             | Ámsterdam (Países Bajos) | Medalla de bronce | Por equipos      |